# Luis Garisto
Luis Garisto Pan (Montevideo, 3 dicembre 1945 – Montevideo, 21 novembre 2017) è stato un calciatore uruguaiano, di ruolo difensore.

## Carriera
La sua carriera si è sviluppata esclusivamente in Sudamerica, nei campionati uruguaiano, argentino e cileno.
Con la Nazionale uruguaiana ha preso parte ai Mondiali 1974, disputando da titolare le sfide contro Bulgaria e Svezia.